# Communauté ethnique (Roumanie)
« Communauté ethnique de Roumanie » est un terme juridique roumain qui désigne les appartenant à des ensembles ethno-linguistiques et culturels non-roumanophones, ayant une présence historique en Roumanie et, pour certains, rattachés par leurs langues et leurs origines à des nations extérieures à la Roumanie. La législation roumaine distingue la citoyenneté (cetăţenie) selon le droit du sol, de l'appartenance ethnique (naţionalitate) selon le droit du sang.

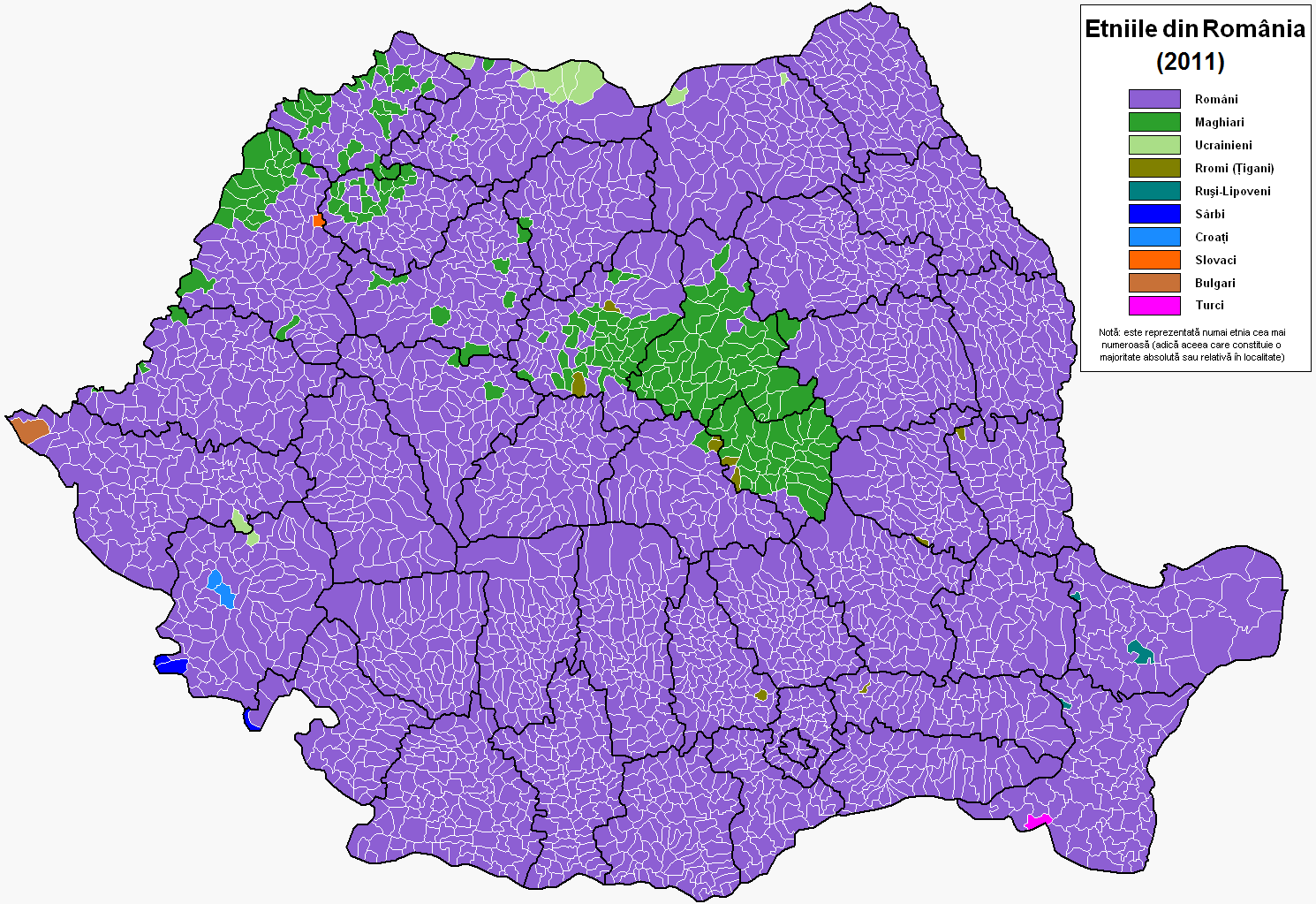
Communautés ethniques de Roumanie: les majorités locales par commune selon le recensement de 2011.

## Histoire

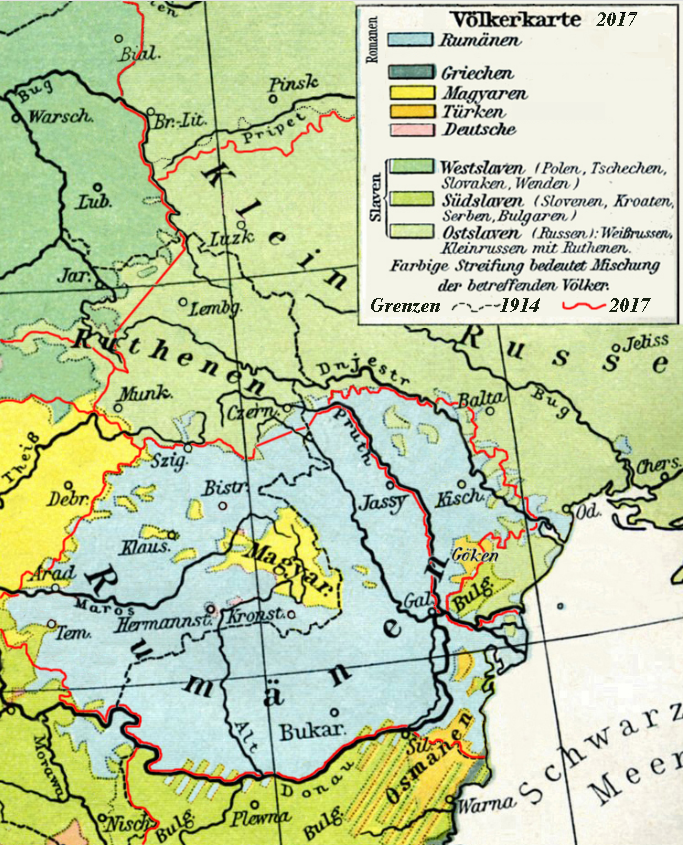
Carte de 1900 montrant l'aire de répartition de la langue (daco-)roumaine (en bleu : le royaume de Roumanie en couvrait alors la moitié), actualisée pour 2025 (la Roumanie actuelle en couvre les quatre cinquièmes mais englobe davantage de minorités).

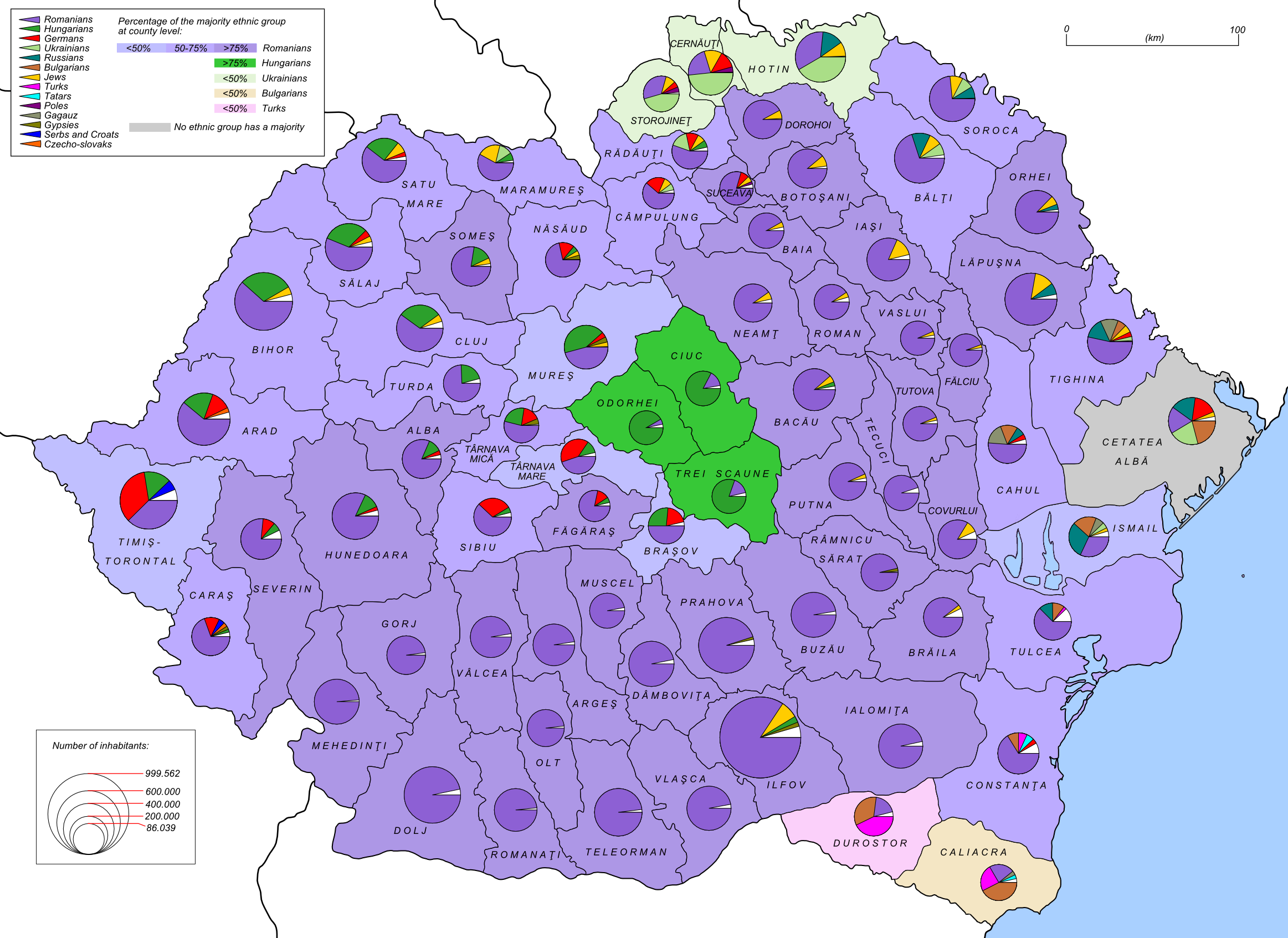
Les communautés ethniques en Roumanie au recensement de 1930.

Taux d'alphabétisation en 1930 : les zones les mieux alphabétisées correspondent à celles où les minorités étaient les plus nombreuses ou localement majoritaires ; la Bessarabie, russe jusqu'en 1917, avait le taux d'alphabétisation le plus bas, sauf chez les Allemands.

La présence de diverses communautés ethniques sur le territoire de la Roumanie est liée à l'histoire du pays et elle est souvent très ancienne.
Une particularité importante de cette histoire est que la majorité roumaine a été, durant de longues périodes, en position d'asservissement et de soumission politique à des pouvoirs qui lui étaient étrangers (selon les territoires : Empire grec, Empire bulgare, Empire mongol, Royaume de Hongrie, Empire turc, Empire autrichien, Empire russe…).
Même dans les principautés roumaines de Moldavie et de Valachie, la monarchie était élective, et le souverain (voïvode, hospodar ou domnitor selon les époques et les sources) était élu par et parmi les aristocrates, puis agréé par les Ottomans, car jusqu'en 1878 les deux principautés (unies en 1859) étaient tributaires de la « Sublime Porte ». Outre le tribut à verser aux Ottomans et à leurs alliés tatars, outre la dîme versée par les églises et monastères moldaves et valaques aux monastères byzantins de l'Athos et au patriarche de Constantinople, le souverain, pour être nommé, régner et se maintenir, devait acheter l'appui des partis de boyards et des puissances voisines, hongroise, habsbourgeoise, russe et surtout turque de sorte que, pour rembourser ses dettes, il devait affermer des offices moldaves et valaques à des financiers phanariotes, arméniens, arvanites, romaniotes, séfarades ou levantins qui exploitaient durement les masses paysannes. Par conséquent, la majorité roumaine a longtemps été moins favorisée socialement, économiquement et culturellement que les minorités, liées aux classes dominantes des Principautés roumaines ou des Empires voisins et à leur essor économique,,,. La seule minorité encore moins favorisée que la majorité roumaine, était celle des Roms.
La renaissance culturelle roumaine émerge à partir de la révolution transylvaine de 1784 : ses revendications remettent en question cet ordre des choses et suscitent des réactions hostiles dans les Empires voisins austro-hongrois, turc et russe. Lorsqu'en 1918 l'unité territoriale roumaine s'accomplit, des minorités jadis favorisées, comme les Allemands et Magyars des territoires anciennement austro-hongrois, ou bien les Russes des territoires anciennement russes, perdent leurs avantages et protestent avec d'autant plus de véhémence, que la démocratie parlementaire, instaurée en 1921, le leur permet.
Après la crise financière de 1929, le nationalisme roumain monte et aboutit à l'établissement de quotas dans les universités, la fonction publique et les forces armées, réservant la majorité des places aux « Roumains de souche » (le même type de quotas existant alors en Hongrie voisine, et dans plusieurs états américains au profit des blancs protestants). Comme ailleurs en Europe, la guerre mondiale se traduisit ici par des changements de territoires, des déportations (qui touchèrent aussi la majorité roumaine dans les territoires perdus) et des génocides (dont la Shoah). Le régime communiste offrit aux Magyars une région autonome dans le centre du pays, rompant ainsi avec la tradition unitaire de la Roumanie, mais n'en persécuta pas moins les minorités autant que la majorité roumaine, au point que 10 % de la population du pays périt, tandis que de nombreuses écoles, universités, théâtres et maisons d'édition dans les langues minoritaires, furent fermées. Pendant cette période, la plupart des Allemands, Juifs et Grecs, dont la présence était immémoriale, quittèrent le pays, en profitant des « lois du retour » dans les pays d'accueil (respectivement Allemagne fédérale, Israël et Grèce), mais non sans devoir payer au régime des taxes au prorata de leur niveau d'études, généralement élevé. Le régime actuel a été établi après la Libération de 1989.

## Statut des minorités et recensements en Roumanie

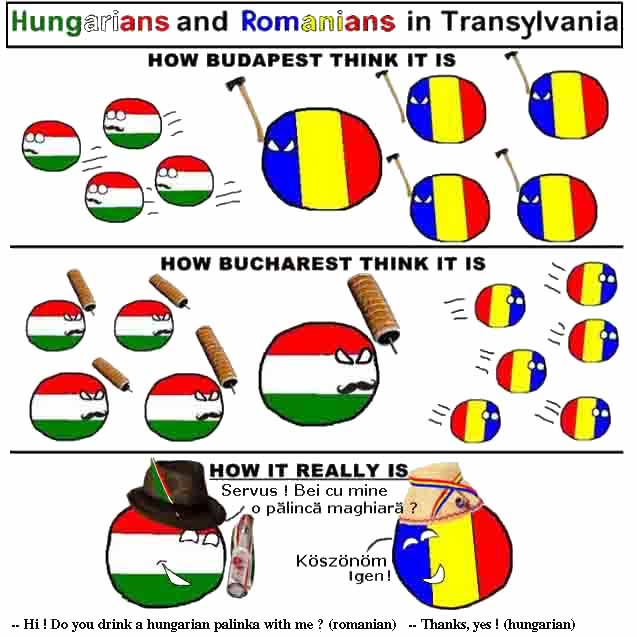
Dessin de « style countryball » inspiré par les élèves de 6e de la "Şcoala Generală no 2" de Brașov, pour illustrer la cohabitation des hongrois et des roumains en Transylvanie en dépit des affirmations nationalistes.

La législation roumaine actuelle s'inspire à la fois du Droit du sol, qui pose l'égalité de tous les citoyens quels que soient leur sexe, leur âge, leurs origines, langues maternelles, religions ou état de santé, et du Droit du sang, qui prend en compte l'identité ethno-linguistique. Tous les citoyens roumains sont, selon la Constitution, égaux en droits ; d'un côté, l'appartenance ethnique relève de la sphère privée, ne doit figurer sur aucun document d'identité, et toute discrimination (embauche, logement...) est punie par la loi ; de l'autre côté, 20 communautés ethniques (comunităţi naţionale) sont officiellement reconnues par la loi en Roumanie, et tout citoyen peut se réclamer de l'une d'elles, au moment du recensement, pour l'utilisation de sa langue dans certaines sphères culturelles et éducatives, ou pour former un parti politique ethnique.
D'après de recensement de 2011, 19 des 20 communautés ethniques représentent 10,1 % de la population totale, la 20e communauté étant la majorité roumaine. Cependant ces données sont simplement indicatives, pour les raisons suivantes :
- tout citoyen peut librement se déclarer ou non membre de telle ou telle communauté et il n'y a donc aucune garantie que les données des recensements correspondent effectivement à une appartenance ethno-culturelle : à titre d'exemple, beaucoup de personnes appartenant à des communautés jadis persécutées ou discriminées négativement, préfèrent se déclarer Roumaines ;
- toute personne appartenant à une communauté spécifique par son histoire et/ou par sa répartition géographique ou bien par sa religion, mais linguistiquement rattachée ou proche d'une autre communauté plus importante, peut, au choix, se déclarer membre soit de la communauté spécifique, soit de l'ensemble linguistique auquel elle appartient, soit d'aucun des deux : à titre d'exemple, un Csango peut se déclarer Csango, Hongrois ou Roumain ;
- certaines communautés ne sont pas reconnues parmi les 20 communautés ethniques officielles, et il y a débat en leur sein pour décider si ce statut légal est souhaitable ou non : c'est par exemple le cas des Aroumains, considérés officiellement, et jusqu'ici en accord avec la majorité d'entre eux, comme Roumains[9] ;
- enfin, sous l'influence de l'enseignement et de la télévision, le roumain progresse dans beaucoup de communautés, comme celle des Roms, et il y a donc un nombre important, mais impossible à évaluer avec précision, de citoyens que plus rien, si ce n'est leur histoire familiale, ne distingue de la majorité roumaine : ni langue, ni religion, ni mode de vie... mais qui peuvent néanmoins se déclarer membres d'une communauté minoritaire, par fidélité à ce passé ; dans le même ordre d'idées, avant 2007, lorsque la Roumanie n'était pas encore membre de l'Union européenne, un certain nombre de Roumains « de souche » expatriés pour des raisons économiques, se sont déclarés Roms et persécutés pour cette raison, parce qu'à cette époque c'était le seul moyen d'obtenir l'asile territorial dans les pays alors plus développés[10]. Ainsi s'expliquent, d'un recensement à l'autre, les importantes fluctuations des chiffres que l'on y observe.

### Représentation parlementaire
La Chambre des députés compte 332 membres élus dans des circonscriptions électorales au suffrage universel. La norme de représentation est de un député pour 70 000 habitants. La Constitution de la Roumanie (article 62) et la Loi électorale confèrent aux organisations des citoyens appartenant à des minorités nationales, au cas où celles-ci n'auraient pu obtenir aux élections au moins un mandat de parlementaire, le droit a un mandat de député, si elles obtiennent au niveau de tout le pays un nombre de suffrages d'au moins 5 % du nombre moyen de suffrages valablement exprimés pour l'élection d'un député à l'échelon national. Chaque minorité ne peut être représentée que par une seule organisation. Les mandats attribués aux organisations des citoyens appartenant aux minorités nationales, dans les conditions fixées par la Loi électorale, s'ajoutent aux mandats de députés résultant de la norme de représentation.

### Autres droits
L'article 128 prévoit que « les citoyens roumains appartenant aux minorités nationales ont le droit de s'exprimer dans la langue maternelle devant les instances de jugement ».
À l'automne 2005, un nouveau projet de loi portant statut des minorités nationales de Roumanie est proposé au Parlement, inspiré par la législation suisse et allemande.

## Description des communautés ethniques
| R. | Communauté ethnique                                | %      | Nombre     | Langues                    |
| -- | -------------------------------------------------- | ------ | ---------- | -------------------------- |
| 1  | Roumains                                           | 85,36  | 17 176 544 | Roumain, Aroumain          |
| 2  | Roms                                               | 8,32   | 1 850 000  | Romani, Roumain, Hongrois  |
| 3  | Magyars dont Sicules et Csángós                    | 6,26   | 1 259 914  | Hongrois                   |
| 4  | Ukrainiens de Roumanie dont Ruthènes et Houtsoules | 0,24   | 48 910     | Ukrainien, Russin, Ruthène |
| 5  | Allemands de Roumanie dont Saxons de Transylvanie  | 0,13   | 26 557     | Allemand                   |
| 6  | Turcs de Roumanie                                  | 0,13   | 25 302     | Turc                       |
| 7  | Lipovènes (diaspora russe)                         | 0,09   | 18 946     | Russe                      |
| 8  | Tatars de Roumanie                                 | 0,09   | 17 677     | Tatar, Turc                |
| 9  | Serbes de Roumanie                                 | 0,08   | 16 805     | Serbe                      |
| 10 | Slovaques de Roumanie                              | 0,06   | 12 802     | Slovaque                   |
| 11 | Bulgares de Roumanie                               | 0,03   | 6 518      | Bulgare                    |
| 12 | Croates de Roumanie dont Carashovènes              | 0,03   | 5 167      | Croate                     |
| 13 | Italiens de Roumanie                               | 0,01   | 2 949      | Italien                    |
| 14 | Grecs de Roumanie dont Pontiques                   | 0,01   | 2 561      | Grec                       |
| 15 | Tchèques de Roumanie                               | 0,01   | 2 174      | Tchèque                    |
| 16 | Polonais de Roumanie                               | 0,01   | 2 079      | Polonais                   |
| 17 | Diaspora chinoise                                  | 0,01   | 2 039      | Chinois                    |
| 18 | Macédoniens de Roumanie                            | 0,00   | 769        | Macédonien                 |
| 19 | Arméniens de Roumanie                              | 0,00   | 739        | Arménien                   |
| 20 | Juifs                                              | 0,00   | 643        | Roumain, Hébreu, Yiddish   |
|    | Autres                                             | 0,08   | 16 841     |                            |
|    | Ethnie non mentionnée                              | 6,11   | 1 230 028  |                            |
|    | Total                                              | 100,00 | 20 121 641 |                            |

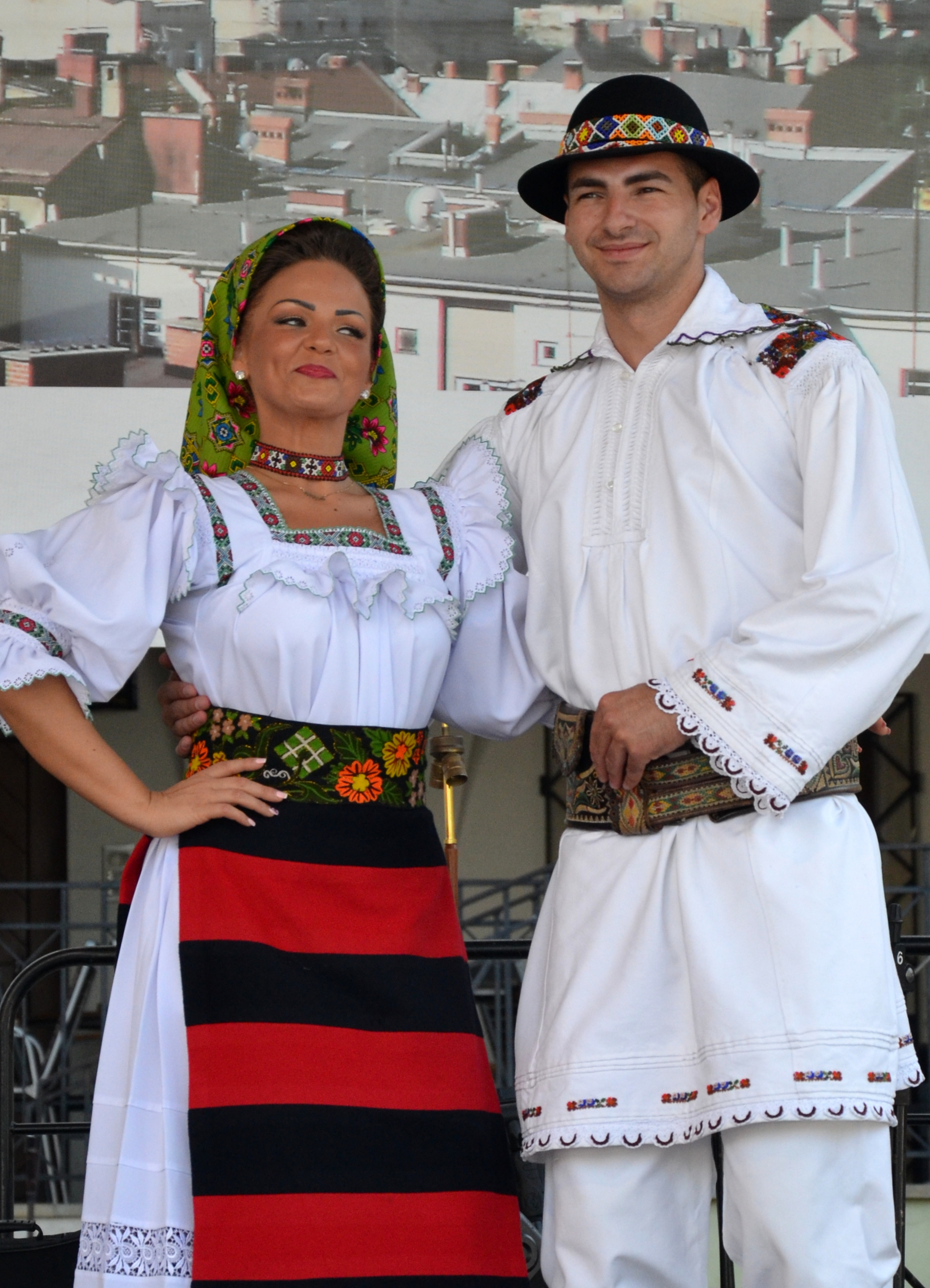
Costume traditionnel roumain transylvain[15].
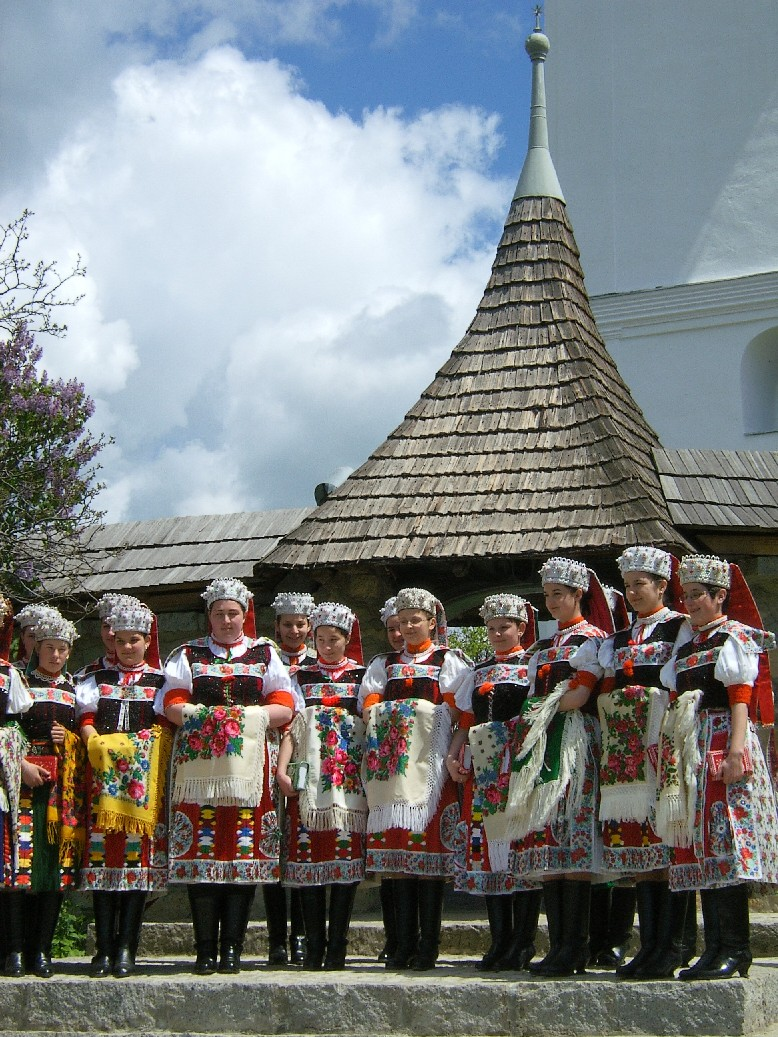
Hongrois du pays de Călata, lors d'une fête populaire.
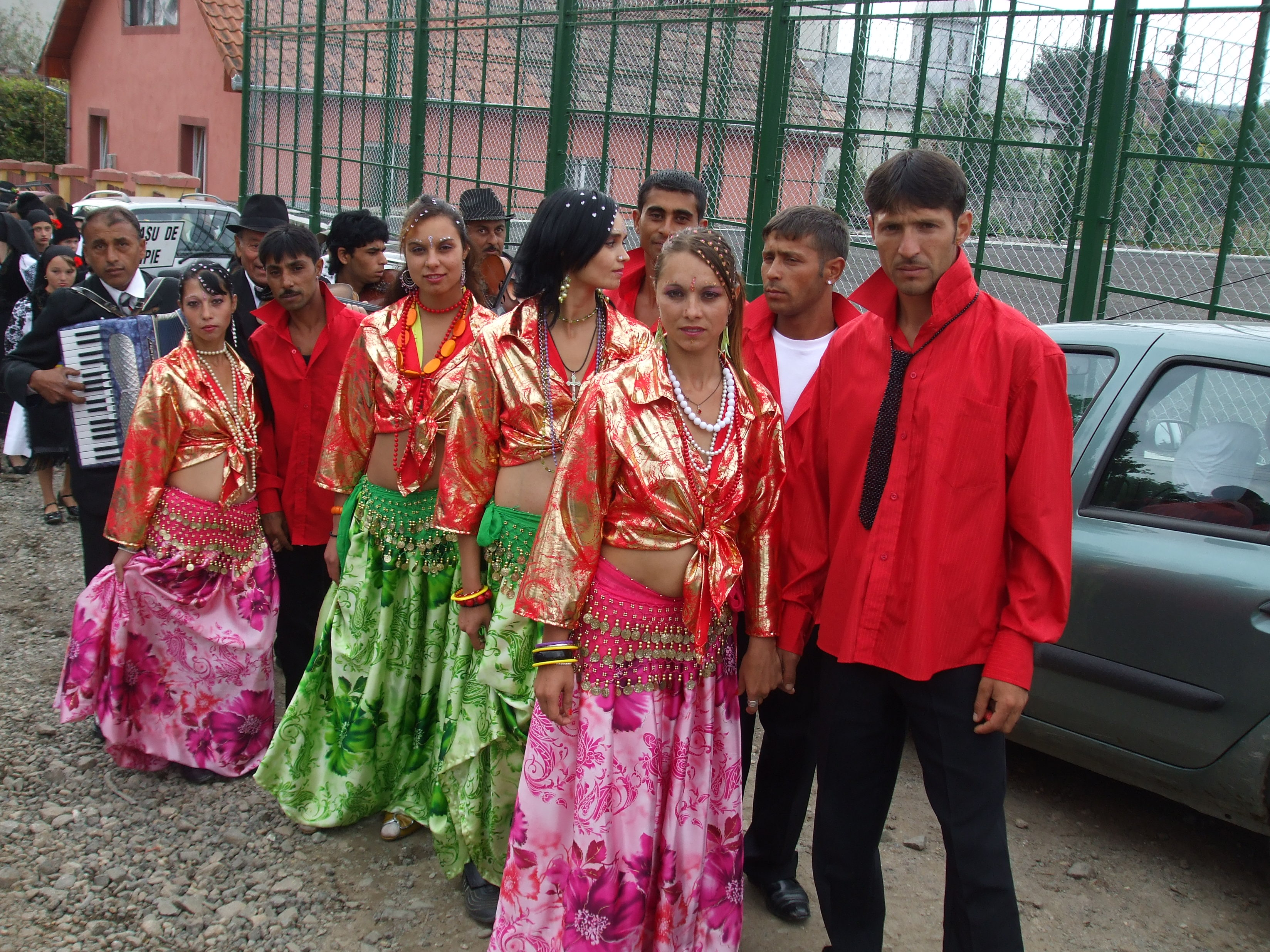
Roms de Mociu.
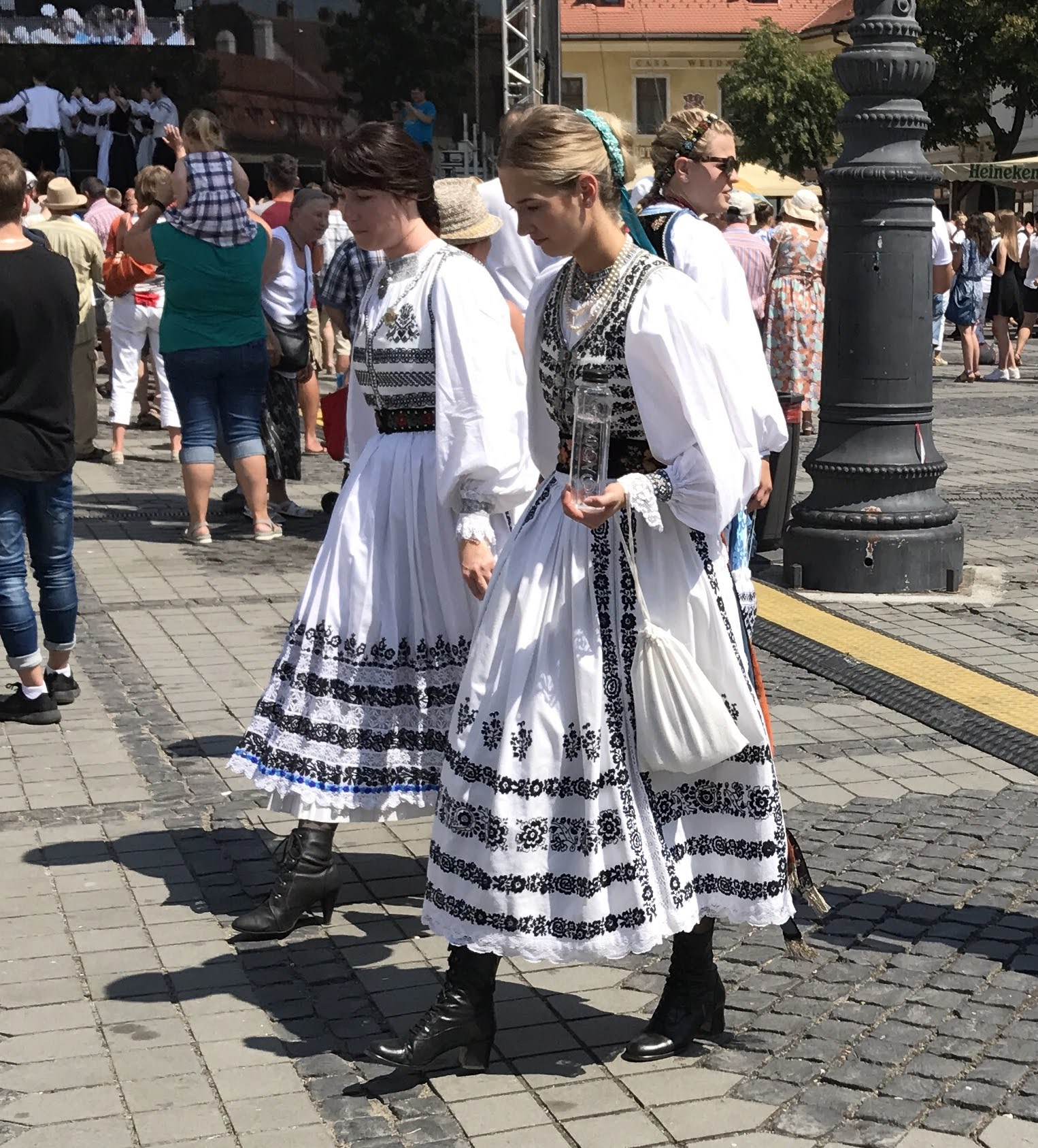
Saxonnes transylvaines à Sibiu.
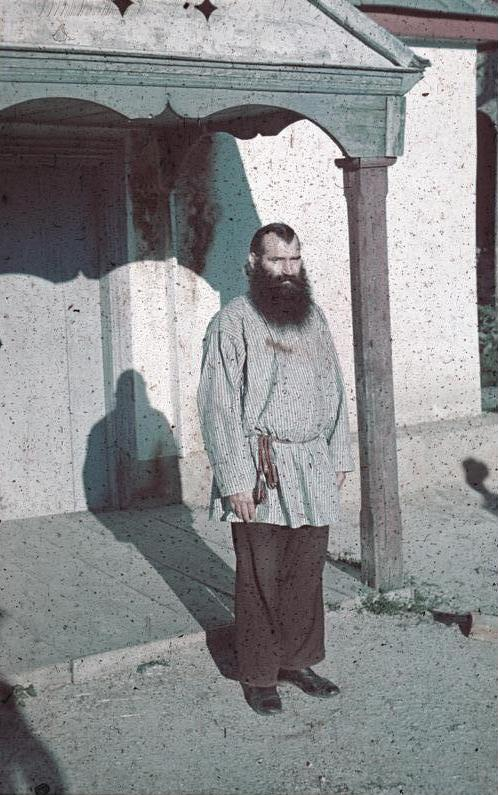
Un Russe lipovène

D'après le recensement de 2002, les Roumains représentent 89,5 % de la population totale. Le terme Roumains ne désigne pas, dans le langage courant roumain, les citoyens de la Roumanie (« cetăţenii români »), mais les roumanophones (« vorbitorii nativi ai limbii române ») quelle que soit leur citoyenneté : roumaine, moldave, ukrainienne, serbe, hongroise ou autre. Viennent ensuite les minorités suivantes :

### Groupe slave: environ 0,65%
- Bulgares (0,4 %).
- Carashovènes et autres Croates (0,03 %) surtout dans le județ de Caraș-Severin.
- Lipovènes et autres Russes (0,12 %), principalement en Dobrogée.
- Macédoniens (moins de 0,01 %).
- Polonais, 0,01 %, principalement dans le județ de Suceava.
- Serbes (0,1 %), principalement dans le județ de Caraș-Severin.
- Slovaques, (0,07 %) principalement dans les județ de Bihor et d'Arad.
- Tchèques (0,01 %), surtout présent dans le județ de Caraș-Severin.
- Ruthènes, Houtsoules (0,27 %) et autres Ukrainiens, notamment dans le județ de Maramureș.

### Groupe turc: environ 0,26%
- Turcs (0,15 %), notamment à Constanța.
- Tatars (0,11 %), principalement en Dobrogée.

### Autres origines: environ 9,59%
- Roms (8,32 %, présents sur tout le territoire)[14].
- Hongrois (6,6 % dont environ 665 000 Sicules de Transylvanie[16]) présents surtout en Transylvanie notamment dans les județe de Covasna et Harghita, et quelques milliers de Csángós présents surtout dans le județ de Bacău.
- Allemands (0,2 % soit 36 042 personnes dont les Saxons de Transylvanie et les Souabes du Banat, contre près de 800 000 personnes en 1930[17] et 384 708 en 1952[18]).
- Juifs (0,2 %).
- Grecs (0,02 % soit 6 513 personnes dont 480 Pontiques et 2 500 Koukoués descendant de réfugiés de la guerre civile grecque[19], contre 26 425 personnes en 1930 et 19 594 en 1992).
- Arméniens (1 361 personnes en 2011[20] contre 40 000 en 1940).
- D'autres communautés sont reconnues comme minorités disposant de sièges réservés au Parlement (Albanais, Italiens) ou bien décomptées mais sans sièges réservés au Parlement (Chinois, et aussi Libanais, Syriens, Palestiniens et Irakiens, en majorité chrétiens)[19].

## Cas particuliers
- Les Aroumains ne sont pas reconnus comme une minorité, et dans leur grande majorité ne le revendiquent pas, se considérant, en Roumanie, comme des Roumains de langue aroumaine ; toutefois il existe des mouvements comme Bana armâneascā qui souhaitent y acquérir le statut de minorité[21]. Leur nombre est évalué entre 120 000 et 90 000, surtout en Dobrogée[22].

- Deux communautés, celle des Roms dont les langues sont originaires de l'Inde du nord et du Pakistan (Sind), et celle des Tatars dont la langue, turque, provient d'Asie centrale, ne sont pas rattachés par leurs langues et leurs origines à des nations proches ou voisines de la Roumanie, mais à des communautés ethniques réparties entre plusieurs pays modernes.

- Les Moldaves sont des roumanophones qui vivent dans la région de Moldavie en Roumanie, en République de Moldavie et en Ukraine[23]. Pour la Roumanie, tous sont des Roumains, et, quelle que soit leur citoyenneté, ils ne peuvent donc pas appartenir en Roumanie à une communauté ethnique particulière, alors que les lois soviétiques et celles des États qui en sont issus (dont l'Ukraine et la Moldavie lorsqu'elles eurent des gouvernements pro-russes), considèrent les Moldaves roumanophones qui ne sont pas citoyens roumains, comme une ethnie à part[24]. Par ailleurs, de 1991 à 2011, 349 440 citoyens de la République de Moldavie ont demandé la nationalité roumaine comme le leur permet l'article 11 de la loi roumaine no 21/1991, et 196 825 l'ont obtenue : en Roumanie, on les appelle les « Bessarabiens »[25].